# علي الحريري
علي الحريري (بالكردية: عەلی حەریری، Elî Herîrî‏) أو شيخ أحمد بوطاني هو شاعر كردي ولد في عام 1009 وتوفي في عام 1079 أو 1080. كتب باللهجة الكردية الكرمانجية وأعتبر رائدا في الأدب الصوفي الكردي الكلاسيكي ومؤسسا للتقاليد الأدبية الكردية.
ولد الحريري عام 1009 في قرية الحرير في قضاء هكاري التابعة لإمارة بوطان الكرديّة. وذكره أحمد خاني لأول مرة في القرن السابع عشر. ركز شعره على الحب وحب كردستان وطبيعتها وجمال شعبها، وأشتهرت قصائده وانتشرت في جميع أنحاء كردستان. وفقا للمؤرخ محمد بن فضل الله المحبي، انتقل الحريري إلى دمشق للدراسة وكان له ابن يدعى شيخ أحمد.
توفي الحريري في جزرة وأصبح الناس يزورون قبره كل عام.